# Pierre Barrois

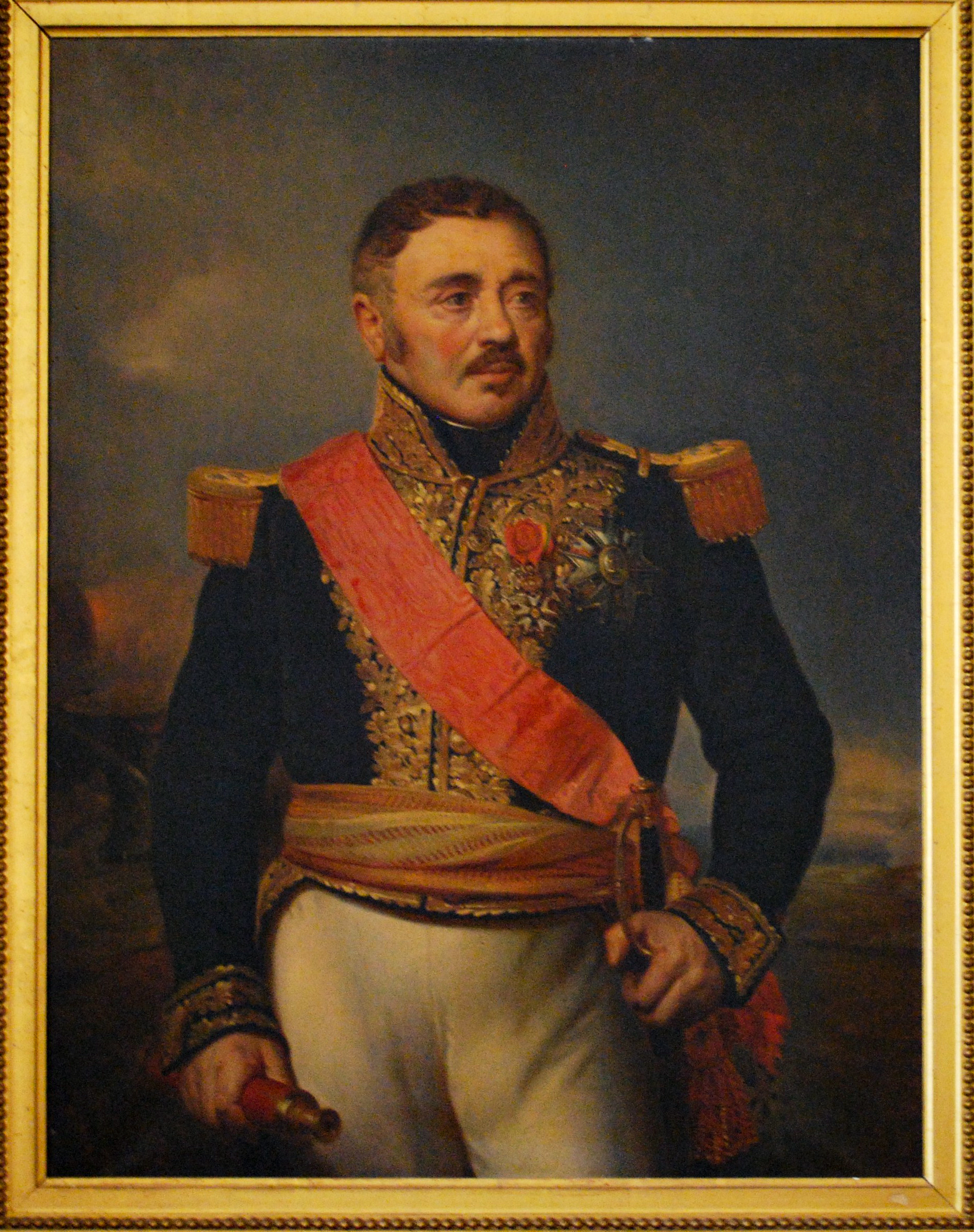
Pierre Barrois

Pierre Barrois (* 30. Oktober 1774 in Ligny-en-Barrois, Département Meuse; † 19. Oktober 1860 in Villiers-sur-Orge, Département Essonne) war ein französischer Général de division.

## Leben
Barrois war ein Sohn von Jacques Barrois und dessen Ehefrau Marguerite Gérard.
Begeistert von den Ideen der Revolution schloss sich Barrois am 12. August 1793 der Armee an. Er konnte sich bald schon auszeichnen und vier Wochen später wurde er bereits zum Lieutenant befördert. Als solcher kämpfte er u. a. in der Schlacht bei Wattignies (15./16. Oktober 1793).
Er nahm an der Belagerung von Mainz (April/Juli 1793) teil und kämpfte unter General Lazare Hoche u. a. bei Fleurus (26. Juni 1794) und bei La Roër.
Nach Napoleons Staatsstreich (9. November 1799) wurde Barrois zum bedingungslosen Anhänger Napoleons. Er kämpfte u. a. in der Schlacht bei Marengo (14. Juni 1800) und unter Befehl General Hoches half er mit den Aufstand der Vendée niederzuschlagen.
Am 16. Juni 1803 heiratete Barrois in Paris Adélaïde Jeanne Lévéque de Vilmorin und hatte mit ihr zwei Töchter: Adélaïde Blanche und Ermance Victoire.
Nach einem kurzen Intermezzo bei der Armée d’Italie kam Barrois in den Stab von General Michel Ney. Kurz nach der Schlacht von Austerlitz (2. Dezember 1805) wurde er zum Général de brigade befördert.
Nach dem Frieden von Tilsit (7./9. Juli 1807), wurde Barrois nach Spanien und Portugal kommandiert. Er kämpfte u. a. bei Espinosa (10./11. November 1808), Somosierra (30. November 1808), Medellín (28. März 1809), Talavera (27./28. Juli 1809) und Barrosa (5. März 1811). Neben einer offiziellen Belobigung durch Napoleon wurde Barrois am 27. Juni 1811 zum Général de division befördert.
Er wurde zurück nach Frankreich kommandiert und mit der Reorganisation einiger Truppenteile beauftragt. Zwei Jahre später nahm Barrois an den Schlachten bei Bautzen (20./21. März 1813), Reichenbach (22. Mai 1813), Dresden (26./27. August 1813) und Leipzig (16./19. Oktober 1813) teil.
Den Sommerfeldzug von 1815 war Barrois Mitglied im Stab von Marschall Nicolas-Joseph Maison und kämpfte u. a. bei Quatre-Bras (16. Juni 1815) und Waterloo (18. Juni 1815).
Kurz vor seinem 86. Geburtstag starb General Pierre Barrois am 19. Oktober 1860 in Ligny-sur-Orge und fand dort auch seine letzte Ruhestätte.

## Ehrungen
- 1800 Ritter der Ehrenlegion
- 1805 Offizier der Ehrenlegion
- 11. Juli 1807 Großoffizier der Ehrenlegion
- 19. März 1808 baron de l’Émpire
- 28. November 1813 comte de l’Émpire
- 1. September 1819 Ordre royal et militaire de Saint-Louis
- 30. April 1836 Großkreuz der Ehrenlegion
- Sein Name findet sich am westlichen Pfeiler (37. Spalte) des Triumphbogens am Place Charles de Gaulle (Paris)
- Der Bildhauer Jean Magrou (1869–1945) schuf ein Denkmal für General Barrois; enthüllt am 15. November 1903 in dessen Geburtsstadt Ligny-en-Barrois.